# Englebert
La Englebert fu una compagnia manufattrice belga di pneumatici fondata da Oscar Englebert nel 1877.
Questi pneumatici iniziarono le competizioni durante gli anni trenta nelle auto da turismo e sportive. Negli anni cinquanta la Englebert era una delle case di pneumatici più rinomate a livello sportivo. Le loro performance erano eccezionali per l'epoca e molte delle scuderie di Formula 1 equipaggiarono le loro vetture con le gomme Englebert, incluse le tre italiane Ferrari, Lancia e Maserati.
Nella Formula 1 la Englebert esordì nel primo Gran Premio valido per il titolo, il Gran Premio di Gran Bretagna 1950, con la Talbot-Lago guidata da Johnny Claes. Dopo le morti di Alfonso de Portago nella Mille Miglia del 1957, e Stuart Lewis-Evans nel Gran Premio del Marocco del 1958, la Englebert decise di ritirarsi dalle competizioni automobilistiche.
Nel 1958 la Compagnia siglò un contratto di partnership con la United States Rubber Company, fondendosi nella nuova azienda Uniroyal Englebert. Nel 1966 l'azienda mutò la denominazione in Uniroyal. Nel 1979 la Uniroyal cedette la parte europea delle sue attività alla tedesca Continental, che ne cura tuttora la distribuzione.